# Índex de desigualtat de gènere
L'índex de desigualtat de gènere (IDG) és un índex per a mesurar la desigualtat de gènere que va ser introduït a l'Informe de desenvolupament humà 2010, edició del 20 aniversari pel Programa de les Nacions Unides per al Desenvolupament (PNUD). Segons el PNUD, aquest índex és una mesura composta que captura la pèrdua d'assoliments d'un país a causa de la desigualtat de gènere. Utilitza tres dimensions per a aquesta avaluació: salut reproductiva, apoderament, i participació en el mercat de treball.
L'índex va ser introduït com una mesura experimental per a remeiar les mancances dels indicadors anteriors, l'índex de desenvolupament del gènere (IDG) i la mesura d'apoderament de gènere (MAG), que van ser introduïts el 1995 a l'Informe de desenvolupament humà.
L'índex de desenvolupament relacionat amb el gènere (IDG) i la Mesura d'Apoderament de Gènere (MAG) van ser introduïts el 1995 a l'Informe de desenvolupament humà amb creixent reconeixement internacional per la importància d'eliminar la desigualtat de gènere. El IDG i el MAG esdevenien els índexs primaris per a mesurar la desigualtat de gènere global als informes de desenvolupament humà de les Nacions Unides. L'IDG i el MAG van rebre moltes crítiques degut a les seves limitacions metodològiques i conceptuals.
Beneria i Permanyer ha explicat que l'IDG i el MAG no són mides de desigualtat de gènere. L'IDG és un índex compost que mesura el desenvolupament dins d'un país i després fa la correcció negativa per desigualtat de gènere; i el MAG mesura l'accés que les dones han assolit a posicions de poder en economia, política, i a la presa de decisions. Per Beneria i Permanyer aquesta aproximació és inexacta per a capturar amb exactitud la desigualtat de gènere. Segons el PNUD, el IDG va ser criticat per la seva incapacitat de mesurar de forma exacta la desigualtat de gènere, perquè els seus components són molt propers a l'Índex de Desenvolupament Humà (IDH), una mesura composta del desenvolupament humà utilitzat pel PNUD.